# Franz Bydlinski
Franz Bydlinski (* 20. November 1931 in Rybnik; † 7. Februar 2011 auf Gran Canaria) war ein österreichischer Rechtswissenschaftler, Mitglied mehrerer wissenschaftlicher Akademien und emeritierter Professor der Universität Wien.

## Leben
Franz Bydlinskis Schulausbildung begann in der Volksschule Rybnik-Paruschowitz in Oberschlesien. Der Vater stammte aus einer polnischsprachigen, die Mutter aus einer deutschsprachigen Familie. Sein Vater wurde nach dem deutschen Einmarsch in Polen verhaftet und verlor seinen Arbeitsplatz. Um eine Deportation zu vermeiden, konnte er sich als Person mit teilweise deutscher Herkunft („Angehöriger der Volksgruppe 3“) deklarieren und fand neue Arbeit als Betriebsleiter in Knittelfeld, wohin die Familie übersiedelte. Andere Familienteile blieben in Oberschlesien, wo 2007 beispielsweise Wojciech Bydliński Bürgermeister der Stadt Szczyrk (Schirk) war.
Franz Bydlinski absolvierte das Realgymnasium Knittelfeld und die juridischen Studien an der Universität Graz, wo er am 11. Dezember 1954 promoviert wurde. Nach einer Assistentenzeit und der Habilitation am 11. Juli 1957 bei Walter Wilburg war er Dozent und ab 29. Februar 1960 Professor in Graz. Einer seiner Fakultätskollegen war Theo Mayer-Maly. Seine Habilitationsschrift behandelte Vertragsrecht und Schadenersatz im Arbeitskampf. Ab November 1963 lehrte er an der Universität Bonn, ab April 1967 an der Universität Wien. Rufe nach Göttingen und Innsbruck, später nach Kiel und an die damalige Hochschule für Welthandel in Wien oder als Nachfolger seines Lehrers Wilburg nach Graz nahm er nicht an.
Die Erfahrungen aus seiner Kindheit und der Zusammenhalt der Familie wurden für Franz Bydlinski prägend. Er schildert sie als Grundlage seiner Ansicht, ein Mittel gegen totalitaristische Staatsgewalt sei ein staatsunabhängiger gesellschaftlicher Bereich, der nach privatrechtlichen Gesichtspunkten organisiert ist.
Bis zu seiner Emeritierung mit 30. September 2000 war er Professor für Zivilrecht und Juristische Methodenlehre. Er war Vorstand des Instituts für Zivilrecht an der Universität Wien. Von 1963 bis 1989 war er Schriftleiter der „Juristischen Blätter“ (JBl.), einer der großen österreichischen juristischen Fachzeitschriften.
Von den Universitäten Salzburg (1986), München (1991), Katowice (2000) und Trnava (2001) wurden ihm Ehrendoktorate verliehen. Er war wirkliches Mitglied der philosophisch-historischen Klasse der Österreichischen Akademie der Wissenschaften. Darüber hinaus war er korrespondierendes Mitglied der Göttinger Akademie der Wissenschaften, der Polnischen Akademie der Wissenschaften (Krakau) sowie der Bayerischen Akademie der Wissenschaften.
Franz Bydlinski erhielt zweimal den Theodor-Körner-Preis, 1976 zudem den Kardinal-Innitzer Würdigungspreis. Im Juni 2007 wurde er mit dem Österreichischen Ehrenkreuz für Wissenschaft und Forschung I. Klasse ausgezeichnet. Im gleichen Jahr erhielt er für sein Lebenswerk den großen Kardinal-Innitzer-Preis.
Franz Bydlinski hinterließ fünf Söhne: Georg Bydlinski ist nach einem Studium der Anglistik und Religionspädagogik erfolgreicher Kinderbuchautor. Peter Bydlinski ist Professor für Zivilrecht an der Universität Graz, Michael (Zwillingsbruder von Peter) Senatspräsident des Obersten Gerichtshofes, Andreas ist Ingenieur und EDV-Spezialist und Martin Jurist, Gründer der Kabarettgruppe „Die Hektiker“ und als „Mini Bydlinski“ Kabarettist und Schauspieler.

## Leistungen
Eine zentrale rechtswissenschaftliche Leistung Franz Bydlinskis wird darin gesehen, dass seine Werke den Rechts- oder Gesetzespositivismus zurückdrängen. Diese juristische Lehre hatte in Österreich seit Hans Kelsen dominierenden Einfluss. Sie hatte dazu geführt, dass die Auslegung einer Rechtsvorschrift in der österreichischen Verwaltungspraxis stark am bloßen Wortsinn orientiert war. Dazu hatte der Verfassungsgerichtshof entschieden, dass das Handeln von Verwaltungsbehörden inhaltlich schon anhand des Gesetzes (und nicht erst in Durchführungsvorschriften) vorhersehbar sein müsse (Determinierungsgebot). Diese Situation war einer der Gründe dafür, dass österreichische Gesetze, um möglichst keine Unklarheiten aufkommen zu lassen, manchmal sehr komplizierte einzelfallbezogene Formulierungen enthalten („überwuchernde Kasuistik“). Besonders ist das im Steuer- und Sozialversicherungsrecht der Fall.
Franz Bydlinski hat die Wissenschaft über die Gesetzesauslegung weiterentwickelt. Seine Arbeiten behandeln nicht nur den Gesetzeswortlaut als hauptsächliche Auslegungsbasis, sondern gleichzeitig die Interessen und Wertungen des Gesetzgebers, die hinter einem Gesetz stehen (siehe Interessenjurisprudenz). Seine drei Publikationen „Juristische Methodenlehre“ (1982), „Fundamentale Rechtsgrundsätze“ (1988) und „System und Prinzipien des Privatrechts“ (1996) werden als Grundlagenwerke juristischer Dogmatik angesehen.

## Werke
Das Werkverzeichnis von Franz Bydlinski umfasst in der Festschrift 2002 die Seiten 533–540.
- Strafrechtliche Beurteilung von Sportverletzungen. In: Österreichische Juristenzeitung – ÖJZ. Jahrgang 1955. S. 159–161.
- Vertragsrecht und Arbeitskampf und Schadensrecht und Arbeitskampf. In: Österreichische Zeitschrift für öffentliches Recht – ÖZöR Neue Folge Band VIII, Jahrgang 1957/58, S. 300–372 und Band IX, Jahrgang 1959, Seiten 518–568.
- Der Gleichheitsgrundsatz im österreichischen Privatrecht. Wien 1961, Gutachten für den 1. österreichischen Juristentag. Verhandlungen des österreichischen Juristentages. Band 1, Teil 1.
- Probleme der Schadensverursachung nach deutschem und österreichischem Recht. Abhandlungen aus dem gesamten Bürgerlichen Recht, Handelsrecht und Wirtschaftsrecht. Heft 28. Stammauflage: Stuttgart 1964. Nachdruck: Frankfurt am Main 1977. (japanisch 2000).
- Privatautonomie und objektive Grundlagen des verpflichtenden Rechtsgeschäfts. Wien-New York 1967.
- Arbeitsrechtskodifikation und allgemeines Zivilrecht. Wien-New York 1969.
- Kommentar zu den §§ 1045–1089. In: Heinrich Klang, Franz Gschnitzer: Kommentar zum ABGB. Wien 1971 ff.
- Einführung in das österreichische Privatrecht. Eisenstadt 1975.
- Österreichische Gesetze. Sammlung des Zivil-, Handels-, Straf- und Verfahrensrechts. (als Herausgeber bis zur 31. Lieferung 2003, Loseblattausgabe). Wien-München 1980 ff. ISBN 978-3-214-10147-3.
- System und Prinzipien des Privatrechts. Wien 1996. ISBN 3-211-82752-8.
- Das Recht der Superädifikate: geltendes Recht und Verbesserungsmöglichkeiten. Wien 1982. ISBN 3-214-06552-1.
- Juristische Methodenlehre und Rechtsbegriff. Wien-New York 1982. Darin u. a.: Buch 1: Zum Stand der juristischen Grundlagendiskussion. Buch 2: Die methodologische Bedeutung des Rechtsbegriffs. Stammauflage ISBN 3-211-81723-9. 2. Auflage 1991 ISBN 3-211-82270-4.
- Rechtsgesinnung als Aufgabe. In: Claus-Wilhelm Canaris: Festschrift für Karl Larenz zum 80. Geburtstag. München 1983. ISBN 3-406-09264-0.
- Die Risikohaftung des Arbeitgebers. Wiener Beiträge zum Arbeits- und Sozialrecht. Band 23. Wien 1986. ISBN 3-7003-0664-4.
- Bewegliches System und Juristische Methodenlehre. In: Das Bewegliche System im geltenden und künftigen Recht. Forschungen aus Staat und Recht. Band 73. Wien-New York 1986. ISBN 3-211-81914-2.
- Recht, Methode und Jurisprudenz. Frankfurt am Main 1988. Würzburger Vorträge zur Rechtsphilosophie, Rechtstheorie und Rechtssoziologie. Heft 7. ISBN 3-7875-3607-8. (italienisch 1994).
- Fundamentale Rechtsgrundsätze: zur rechtsethischen Verfassung der Sozietät. Wien-New York 1988. ISBN 3-211-82042-6.
- Handels- oder Unternehmensrecht als Sonderprivatrecht: ein Modellbeispiel für die systematische und methodologische Grundlagendiskussion. Vortrag vor der Juristischen Gesellschaft zu Berlin am 7. März 1990. Berlin-New York 1990. ISBN 3-11-012679-6.
- Zulässigkeit und Schranken ewiger und extrem langdauernder Vertragsbindung. Schriftenreihe der Niederösterreichischen Juristischen Gesellschaft. Heft 58. Wien 1991. ISBN 3-7007-0202-7.
- Renaissance der Idee der Kodifikation: Das neue Niederländische Bürgerliche Gesetzbuch. Schriften zur Rechtspolitik. Band 5. Wien-Köln-Weimar 1992. ISBN 3-205-05424-5.
- Fortpflanzungsmedizin und Lebensschutz. Veröffentlichungen des Internationalen Forschungszentrums für Grundfragen der Wissenschaften Salzburg. Neue Folge 55. Salzburg 1993. ISBN 3-7022-1882-3. (als Herausgeber gemeinsam mit Theo Mayer-Maly)
- Die ethischen Grundlagen des Privatrechts. Wien 1994. ISBN 3-211-82606-8.
- Das Privatrecht im Rechtssystem einer „Privatrechtsgesellschaft“. Wien 1994. ISBN 3-211-82607-6.
- Die Arbeit: ihre Ordnung, ihre Zukunft, ihr Sinn. Tagungsband des gleichnamigen Symposions am 26.–27. Mai 1994 in Salzburg. Wiener Beiträge zum Arbeits- und Sozialrecht. Band 34. Wien 1995. ISBN 3-7003-1087-0.
- Über prinzipiell-systematische Rechtsfindung im Privatrecht. Vortrag gehalten vor der Juristischen Gesellschaft zu Berlin am 17. Mai 1995. Schriftenreihe der Juristischen Gesellschaft Berlin. Heft 141. ISBN 3-11-014998-2.
- Mietrecht in Europa. Schriftenreihe des österreichischen Notariats. Band 3. Wien 1996. ISBN 3-214-00823-4.
- System und Prinzipien des Privatrechts. Wien 1996. ISBN 3-211-82752-8.
- Kommentar zu den §§ 1–14 ABGB. In: Peter Rummel: Kommentar zum ABGB. Wien 1983, 1990 und 2000–2007. ISBN 3-214-04444-3. Zuletzt S. 3–49.
- Gesetzliche Formgebote für Rechtsgeschäfte auf dem Prüfstand. Veröffentlichungen des Ludwig-Boltzmann-Institutes für Gesetzgebungspraxis und Rechtsanwendung. Band 9. Wien 2001. ISBN 3-214-06969-1.
- Grundzüge der juristischen Methodenlehre. Wien 2005. ISBN 3-85114-905-X.
- Formale Freiheitsethik oder materiale Verantwortungsethik. Bericht über das Wissenschaftliche Kolloquium zum 65. Geburtstag von Professor Dr. Dieter Reuter am 15. und 16. Oktober 2005 in Kiel. Berlin 2006. ISBN 3-89949-111-4.
- Mensch von Anfang an? Mit Beiträgen der interdisziplinären Tagung zum Status ungeborener Kinder. In der Reihe Rechtsethik. ISSN 0946-8382. Band 4. Wien 2008. ISBN 978-3-211-74988-3.